# Argyrarcha
Argyrarcha és un gènere monotípic d'arnes de la família Crambidae descrita per Eugene G. Munroe el 1974. La seva única espècie, Argyrarcha margarita, descrita per William Warren el 1892, es troba a Madagascar.